# Wood Island (Südliche Shetlandinseln)
Wood Island ist kleine Insel im Archipel der Südlichen Shetlandinseln. In der Hero Bay der Livingston-Insel liegt sie südöstlich von Desolation Island.
Die erste Kartierung geht auf den britischen Robbenjäger Robert Fildes (1793–1827) zurück, der zwischen 1820 und 1821 die südlichen Shetlandinseln besucht hatte. Fildes benannte im Dezember 1820 einen Naturhafen von Desolation Island als Wood Harbour bzw. Port Wood. Diese Benennung änderte er später zur heute noch so bezeichneten Blythe Bay ab. Das UK Antarctic Place-Names Committee übertrug 1958 Fildes ursprüngliche Benennung auf die hier beschriebene Insel.